# Unione Sportiva Mestrina 1966-1967
Questa voce raccoglie le informazioni riguardanti l'Unione Sportiva Mestrina nelle competizioni ufficiali della stagione 1966-1967.

## Rosa
| N. |                   | Ruolo | Calciatore         |
| -- | ----------------- | ----- | ------------------ |
|    | Italia (bandiera) | D     | Aldo Bellan        |
|    | Italia (bandiera) |       | Benasciutti        |
|    | Italia (bandiera) | C     | Umberto Campagnol  |
|    | Italia (bandiera) | D     | Felice Campolonghi |
|    | Italia (bandiera) | A     | Giorgio Carli      |
|    | Italia (bandiera) | C     | Lorenzo Cazzador   |
|    | Italia (bandiera) | C     | Bruno Chinellato   |
|    | Italia (bandiera) | C     | Luigi Donelli      |
|    | Italia (bandiera) |       | Favaron            |
|    | Italia (bandiera) | C     | Giovanni Gavagnin  |
|    | Italia (bandiera) | C     | Luciano Ghezzo     |
|    | Italia (bandiera) | C     | Umberto Gorghetto  |
|    | Italia (bandiera) | P     | Mario Liberalato   |
|    | Italia (bandiera) |       | Mantovani          |
|    | Italia (bandiera) |       | Marchiol           |

| N. |                   | Ruolo | Calciatore            |
| -- | ----------------- | ----- | --------------------- |
|    | Italia (bandiera) | C     | Gianni Marella        |
|    | Italia (bandiera) | D     | Franco Marinello      |
|    | Italia (bandiera) | C     | Gianfranco Maschietto |
|    | Italia (bandiera) | C     | Sergio Maso           |
|    | Italia (bandiera) | C     | Lucio Mongardi        |
|    | Italia (bandiera) | D     | Vanni Peressin        |
|    | Italia (bandiera) | D     | Giuseppe Pin          |
|    | Italia (bandiera) | C     | Paolo Prisco          |
|    | Italia (bandiera) | C     | Orlando Radich        |
|    | Italia (bandiera) | C     | Elzio Sfriso          |
|    | Italia (bandiera) | P     | Gianni Storto         |
|    | Italia (bandiera) | A     | Ermanno Tagliapietra  |
|    | Italia (bandiera) | A     | Mario Tonello         |
|    | Italia (bandiera) | D     | Roberto Veglianetti   |
|    | Italia (bandiera) | C     | Corrado Zamengo       |